# Cochranella euhystrix
Cochranella euhystrix es una especie  de anfibios de la familia Centrolenidae.

## Distribución geográfica
Se le ha visto únicamente en dos lugares: 
- Monte Seco, Río Zaña
- Zona Reservada Udima, Cajamarca.

## Amenazas
Sus amenazas no son bien conocidas, pero la zona donde se distribuye ha sido deteriorada por la extracción selectiva de madera y el sobrepastoreo.

## Estado de conservación
Se encuentra amenazada de extinción por la pérdida de su hábitat natural.
Se le ha encontrado en la Zona Reservada de Udima y en el Parque Nacional de Cutervo.